# Кк
Кк кк – dwuznak cyrylicy używany w języku agulskim i języku lakijskim.

## Zastosowanie
Alfabet języka agulskiego został przyjęty w 1990 roku z szeregiem dwuznaków, w tym dwuznakiem Кк. W tym również języku dźwiękiem dwuznaku jest aspirowana spółgłoska [kʰ]. Dźwiękiem dwuznaku w języku lakijskim jest [k:], spółgłoska zwarta miękkopodniebienna bezdźwięczna.

## Kodowanie
| Forma     | Wygląd | Części składowe | Części składowe |
| --------- | ------ | --------------- | --------------- |
| majuskuła | Кк     | U+041A К        | U+043A в        |
| minuskuła | кк     | U+041A к        | U+043A в        |